# عشيرة الأوتشيها
عشيرة الأوتشيها (うちは一族 أوتشيها إتشيزوكو) هي عشيرة خيالية من سلسلة ناروتو للمؤلف ماساشي كيشيموتو وإحدى العائلات الكبرى في قرية الورق المخفية، والمشهورة بأنها الأقوى في القرية بفضل عين الشارينغان الخاصة بهم وقوتهم في المعارك. بعد تأسيس قرية الورق بعقود، أصبحت العشيرة منعزلة عن شؤون القرية، وبلغ الأمر ذروته بموت معظم أفرادها فيما يُعرف بمذبحة عشيرة الأوتشيها.

## خلفية تاريخية

### نشأة العشيرة
ينحدر أفراد عشيرة الأوتشيها من نسل إندرا أوتسوتسوكي، الابن البكر لحكيم المسارات الستة هاغورومو أوتسوتسوكي. ورث أفراد العشيرة من إندرا قدراتهم البصرية - والتي تنتمي في الأصل إلى هاغورومو - وكذلك ما يسمى «لعنة الكراهية»، والتي تعني أنهم معرضون إلى المشاعر القوية، أي أنهم حين يحبون شخصًا ثم يفقدون سبب الحب فإنهم يجنون قوى كبيرة. ظلت عشيرة الأوتشيها في صراع مع عشيرة السينجو لعدة قرون، وهذا الصراع تمتد أصوله إلى سلفي العشيرتين الشقيقان آشورا وإندرا. في أواخر أيام حكيم المسارات الستة، اختار ابنه آشورا - سلف عشيرة السينجو - ليصبح خليفته في فن النينجستو، مؤمنًا بأن عقيدته الجماعية هي السبيل الأفضل نحو السلام. بسبب حقد إندرا على شقيقه آشورا اندلع نزاع بينهما بعد وفاة والدهما وظل مستمرًا لعقود حتى بعد وفاتهما حتى نسي أحفادهما سبب النزاع الأصلي.
بعد عقود من الصراع، كانت الدول الصغيرة تستأجر العشيرتين المتنافستين لتزيد من قوتها، فأصبحت العشيرتان من أقوى العشائر وذاع صيتهما في جميع أرجاء العالم المعمور. وفي ظل هذا الصراع الدائم وُلد هاشيراما ومادارا، وهما طفلان من العشيرتين المتحاربتين باستمرار، وقد ضجر كل منهما من هذه الحرب. في يوم من الأيام تقابلا دون أن يعرف أي منهما أنه من العشيرة الأخرى، وأصبحا صديقين إلى أن عرف كل منهما بعشيرة الآخر. بعدئذٍ، أصبحا يلتقيان في ميدان القتال فقط، وقد تخلى مادارا عن حلمه بالسلام بين الناس والتخلص من الحرب. أصبح هاجس مادارا هو هزيمة هاشيراما إلى عُمِي، فتبرع شقيقه إزونا أوتشيها بعينيه ليكون مادارا أول من يُوقِظ «المانغكيو شارينغان الأبدية» العين الأسطورية. ظلت العشيرتان تتقاتلان إلى أن أصبح كل من هاشيراما ومادارا قائدين لعشيرتيهما، فعرض هاشيراما على مادارا إنهاء هذا الصراع، إلا أن مادارا اشترط عليه أن يقتل نفسه، فوافق هاشيراما على ذلك وكان على وشك أن يطعن نفسه إلا أن مادارا منعه ووافق على عرضه.

## قائمة الأفراد
- ساسكي أوتشيها، رأس العشيرة الحالي
- إيتاتشي أوتشيها، الشقيق الأكبر لساسكي
- مادارا أوتشيها، أحد مؤسسي قرية الورق ويعد من أهم غريمي السلسلة
- أوبيتو أوتشيها، صديق قديم لكاكاشي هاتاكي
- سارادا أوتشيها، ابنة ساسكي وساكورا